# Wimbledon-mesterskaberne 2012
Wimbledon-mesterskaberne 2012 var en tennisturnering, der blev spillet udendørs på græsbaner. Det var den 126. udgave af Wimbledon-mesterskaberne og den tredje Grand Slam-turnering i 2012. Den blev spillet på The All England Lawn Tennis & Croquet Club i Wimbledon (London), London, England i perioden 25. juni – 8. juli 2012.
Caroline Wozniacki repræsenterede de danske farver i seniorturneringerne, og hvor hun var 7. seedet i damesingle. Hun tabte i 1. runde til Tamira Paszek.
Frederik Løchte Nielsen deltog i herredouble-turneringen, hvor han vandt turneringen.

## Turneringen dag-efter-dag

### 1. dag (25. juni)
- Seedede ude:
  - Herresingle:  Tomáš Berdych [6],  John Isner [11],  Andreas Seppi [23],  Marcel Granollers [24]
  - Damesingle:  Flavia Penetta [16],  Jelena Janković [18],  Daniela Hantuchová [27],  Monica Niculescu [29]
  - Damedouble:  Anabel Medina Garrigues /  Arantxa Parra Santonja [12]

- Schedule of Play

| Kampe på hovedbanerne             | Kampe på hovedbanerne                | Kampe på hovedbanerne                | Kampe på hovedbanerne        |
| Kampe på Centre Court             | Kampe på Centre Court                | Kampe på Centre Court                | Kampe på Centre Court        |
| Event                             | Vinder                               | Taber                                | Resultat                     |
| --------------------------------- | ------------------------------------ | ------------------------------------ | ---------------------------- |
| Herresingle 1. runde              | Novak Djokovic [1]                   | Juan Carlos Ferrero                  | 6–3, 6–3, 6–1                |
| Damesingle 1. runde               | Maria Sharapova [1]                  | Anastasia Rodionova                  | 6–2, 6–3                     |
| Herresingle 1. runde              | Ernests Gulbis                       | Tomáš Berdych [6]                    | 7–6(7–5), 7–6(7–4), 7–6(7–4) |
| Women's Singles 1st round         | Heather Watson                       | Iveta Benešová                       | 6–2, 6–1                     |
| Kampe på No. 1 Court (Grandstand) |                                      |                                      |                              |
| Event                             | Vinder                               | Taber                                | Resultat                     |
| Herresingle 1. runde              | Janko Tipsarević [8]                 | David Nalbandian                     | 6–4, 7–6(7–4), 6–2           |
| Herresingle 1. runde              | Roger Federer [3]                    | Albert Ramos                         | 6–1, 6–1, 6–1                |
| Damesingle 1. runde               | Kim Clijsters                        | Jelena Janković [18]                 | 6–2, 6–4                     |
| Damesingle 1. runde               | Vera Zvonareva [12] vs. Mona Barthel | Vera Zvonareva [12] vs. Mona Barthel | 2–6, 7–6(7–3), udsat         |
| Kampe på No. 2 Court              |                                      |                                      |                              |
| Event                             | Vinder                               | Taber                                | Resultat                     |
| Damesingle 1. runde               | Agnieszka Radwańska [3]              | Magdaléna Rybáriková                 | 6–3, 6–3                     |
| Damesingle 1. runde               | Elena Vesnina                        | Venus Williams                       | 6–1, 6–3                     |
| Herresingle 1. runde              | Radek Štěpánek [28]                  | Sergiy Stakhovsky                    | 6–1, 0–1 ret.                |
| Herresingle 1. runde              | Igor Andreev                         | Oliver Golding [WC]                  | 1–6, 7–6(7–4), 7–6(9–7), 7–5 |

### 2. dag (26. juni)
- Seedede ude:
  - Men's Singles:  Feliciano López [14],  Bernard Tomic [20],  Kevin Anderson [32]
  - Women's Singles:  Lucie Šafářová [19],  Svetlana Kuznetsova [32]

- Schedule of Play

| Kampe på Main Courts              | Kampe på Main Courts                     | Kampe på Main Courts                     | Kampe på Main Courts     |
| Kampe på Centre Court             | Kampe på Centre Court                    | Kampe på Centre Court                    | Kampe på Centre Court    |
| Event                             | Vinder                                   | Taber                                    | Resultater               |
| --------------------------------- | ---------------------------------------- | ---------------------------------------- | ------------------------ |
| Damesingle 1. runde               | Petra Kvitová [4]                        | Akgul Amanmuradova                       | 6–4, 6–4                 |
| Herresingle 1. runde              | Rafael Nadal [2]                         | Thomaz Bellucci                          | 7–6(7–0), 6–2, 6–3       |
| Herresingle 1. runde              | Andy Murray [4]                          | Nikolay Davydenko                        | 6–1, 6–1, 6–4            |
| Damesingle 1. runde               | Caroline Wozniacki [7] vs. Tamira Paszek | Caroline Wozniacki [7] vs. Tamira Paszek | 2–2, afbrudt             |
| Kampe på No. 1 Court (Grandstand) |                                          |                                          |                          |
| Event                             | Vinder                                   | Taber                                    | Resultat                 |
| Damesingle 1. runde               | Vera Zvonareva [12]                      | Mona Barthel                             | 2–6, 7–6(7–3), 6–4       |
| Herresingle 1. runde              | Jo-Wilfried Tsonga [5]                   | Lleyton Hewitt [WC]                      | 6–3, 6–4, 6–4            |
| Damesingle 1. runde               | Victoria Azarenka [2]                    | Irina Falconi                            | 6–1, 6–4                 |
| Herresingle 1. runde              | Jamie Baker vs. Andy Roddick [30]        | Jamie Baker vs. Andy Roddick [30]        | 6–7(1–7), 2–4, suspended |
| Kampe på No. 2 Court              |                                          |                                          |                          |
| Event                             | Vinder                                   | Taber                                    | Resultat                 |
| Herresingle 1. runde              | David Goffin [WC]                        | Bernard Tomic [20]                       | 3–6, 6–3, 6–4, 6–4       |
| Damesingle 1. runde               | Serena Williams [6]                      | Barbora Záhlavová-Strýcová               | 6–2, 6–4                 |
| Herresingle 1. runde              | Juan Martín del Potro [9]                | Robin Haase                              | 6–4, 3–6, 7–6(7–3), 7–5  |

## Resultater

### Herresingle
Uddybende artikel:Wimbledon-mesterskabet i herresingle 2012
| Mester                 | Mester                 | Nr. 2                        | Nr. 2                   |
| ---------------------- | ---------------------- | ---------------------------- | ----------------------- |
|                        |                        |                              |                         |
| Ude i Semifinalen      |                        |                              |                         |
|                        |                        |                              |                         |
| Ude i Kvartfinalen     |                        |                              |                         |
|                        |                        |                              |                         |
| Ude i 4. runde         |                        |                              |                         |
|                        |                        |                              |                         |
|                        |                        |                              |                         |
| Ude i 3. runde         |                        |                              |                         |
|                        |                        |                              |                         |
|                        |                        |                              |                         |
|                        |                        |                              |                         |
|                        |                        |                              |                         |
| Ude i 2. runde         |                        |                              |                         |
|                        |                        | Martin Kližan                | Jérémy Chardy           |
| Guillaume Rufin (Q)    | Ruben Bemelmans (Q)    | Philipp Petzschner           | Ernests Gulbis          |
| Fabio Fognini          | Michael Russell (Q)    |                              |                         |
|                        | Igor Andreev           | Iñigo Cervantes Huegun (Q)   | Ryan Sweeting (Q)       |
|                        |                        |                              |                         |
|                        |                        |                              |                         |
|                        |                        |                              |                         |
|                        |                        |                              |                         |
| Ude i 1. runde         |                        |                              |                         |
| Juan Carlos Ferrero    | Lu Yen-hsun            | James Blake                  | Sergiy Stakhovsky       |
| Marcel Granollers [24] | Juan Ignacio Chela     | Filippo Volandri             | Leonardo Mayer          |
| Olivier Rochus         | Steve Darcis           | Carlos Berlocq               | Tobias Kamke            |
| Dmitry Tursunov        | Blaz Kavčič            | Simone Bolelli (Q)           | Tomáš Berdych [6]       |
| Albert Ramos           | Michaël Llodra         | Adrián Menéndez Maceiras (Q) | Gilles Müller           |
| Jimmy Wang (Q)         | Joshua Goodall (WC)    | Marinko Matosevic            | Paul-Henri Mathieu      |
| John Isner [11]        | Paolo Lorenzi          | Oliver Golding (WC)          | Andreas Seppi [23]      |
| Donald Young           | Flavio Cipolla         | Potito Starace               | David Nalbandian        |
| Dustin Brown           | Matthias Bachinger     | Wayne Odesnik (LL)           | Jamie Baker (WC)        |
| Mikhail Kukushkin      | Andrey Kuznetsov       | Igor Kunitsyn                | Robin Haase             |
| Cedrik-Marcel Stebe    | Tatsuma Ito            | Vasek Pospisil               | Santiago Giraldo        |
| Kevin Anderson [32]    | Albert Montañés        | Dudi Sela                    | Nikolay Davydenko       |
| Lleyton Hewitt (WC)    | Édouard Roger-Vasselin | Adrian Ungur                 | Stanislas Wawrinka [25] |
| Bernard Tomic [20]     | Karol Beck             | Pablo Andújar                | Rubén Ramírez Hidalgo   |
| Feliciano López [14]   | Rui Machado            | Matthew Ebden                | Alex Bogomolov, Jr.     |
| Tommy Haas (WC)        | Jürgen Zopp (Q)        | Ivan Dodig                   | Thomaz Bellucci         |

### Herredouble
Uddybende artikel:Wimbledon-mesterskabet i herredouble 2012
 Jonathan Marray /  Frederik Nielsen –  Robert Lindstedt /  Horia Tecău, 4–6, 6–4, 7–6(7–5), 6–7(5–7), 6–3

### Damesingle
Uddybende artikel:Wimbledon-mesterskabet i damesingle 2012
 Serena Williams –  Agnieszka Radwańska, 6–1, 5–7, 6–2
| Mester                      | Mester                   | Nr. 2                 | Nr. 2                    |
| --------------------------- | ------------------------ | --------------------- | ------------------------ |
|                             |                          |                       |                          |
| Ude i Semifinalen           |                          |                       |                          |
|                             |                          |                       |                          |
| Ude i Kvartfinalen          |                          |                       |                          |
|                             |                          |                       |                          |
| 4th Round out               |                          |                       |                          |
|                             |                          |                       |                          |
|                             |                          |                       |                          |
| Ude i 3. runde              |                          |                       |                          |
|                             |                          |                       |                          |
|                             |                          |                       |                          |
|                             |                          |                       |                          |
|                             |                          |                       |                          |
| Ude i 2. runde              |                          |                       |                          |
|                             | Stéphanie Foretz Gacon   | Petra Cetkovská [23]  | Bojana Jovanovski        |
| Silvia Soler Espinosa       | Andrea Hlaváčková        |                       |                          |
| Elena Vesnina               | Jamie Hampton            |                       | Anna Tatishvili          |
| Na Li [11]                  | Lourdes Domínguez Lino   | Ayumi Morita          | Samantha Stosur [5]      |
|                             |                          |                       |                          |
|                             |                          |                       |                          |
|                             |                          |                       |                          |
|                             |                          |                       |                          |
| Ude i 1. runde              |                          |                       |                          |
| Anastasia Rodionova         | Vesna Dolonc (Q)         | Virginie Razzano (WC) | Monica Niculescu [29]    |
| Vania King                  | Karolína Plíšková (Q)    | Eleni Daniilidou      | Petra Martić             |
| Mona Barthel                | Edina Gallovits-Hall     | Chang Kai-chen        | Jelena Janković [18]     |
| Johanna Konta (WC)          | Lesia Tsurenko           | Alberta Brianti       | Lucie Hradecká           |
| Magdaléna Rybáriková        | Venus Williams           | Iveta Benešová        | Daniela Hantuchová [27]  |
| Maria Elena Camerin (Q)     | Melanie Oudin (WC)       | Tamarine Tanasugarn   | Flavia Pennetta [16]     |
| Ksenia Pervak               | Pauline Parmentier       | Naomi Broady (WC)     | Alexandra Cadanțu        |
| Sandra Zaniewska (Q)        | Jarmila Gajdošová        | Misaki Doi (LL)       | Carla Suárez Navarro     |
| Barbora Záhlavová-Strýcová  | Johanna Larsson          | Vera Dushevina        | Stéphanie Dubois         |
| Lucie Šafářová [19]         | Chanelle Scheepers       | Laura Pous Tió        | Coco Vandeweghe (Q)      |
| Dominika Cibulková [13]     | Annika Beck (Q)          | Polona Hercog         | Laura Robson (WC)        |
| Sofia Arvidsson             | Patricia Mayr-Achleitner | Karin Knapp           | Akgul Amanmuradova       |
| Caroline Wozniacki [7]      | Nina Bratchikova         | Gréta Arn             | Svetlana Kuznetsova [32] |
| Ashleigh Barty (WC)         | Urszula Radwańska        | Alexandra Panova      | Casey Dellacqua          |
| María José Martínez Sánchez | Kimiko Date-Krumm        | Mandy Minella         | Shahar Pe'er             |
| Simona Halep                | Kristina Mladenovic (Q)  | Irina-Camelia Begu    | Irina Falconi            |